# Нарадка
Нарадка — деревня в Бардымском районе Пермского края. Входит в состав Сарашевского сельского поселения.
По результатам переписи 2010 года численность населения составила 22 человека, в том числе 10 мужчин и 12 женщин.
В 2005 году численность населения составляла 27 человек.
Находится примерно в 29 км к юго-востоку от центра села Барда.